# Жокей
Жокей (англ. Jockey) — профессиональный всадник, работающий на ипподроме, человек, который сидит верхом и управляет лошадью на скачках.
Устаревшее: слуга при лошадях. На конезаводах проводит выездку лошадей в седле, участвует в тренировках и испытаниях молодняка, в организации и проведении соревнований, испытаний и выводках лошадей. Показывает лошадей на аукционах. Следит за кормлением, уходом, содержанием лошадей, их ковкой. Если жокей не является хозяином лошади, то плата за скачку, помимо процентов от суммы взятого приза, определяется сразу.

## Физические характеристики
У жокеев нет ограничения по росту, лишь по массе тела. Но в основном жокеями становятся невысокие люди из-за ограничений соотношения между ростом и массой. К тому же небольшой рост для всадника предпочтителен и с точки зрения аэродинамики. Рост жокеев обычно находится в диапазоне примерно от 150 до 167 сантиметров.
Жокеи до и после скачек взвешиваются, так как при скачках масса груза, который несёт лошадь, явно оговаривается, и жокеи «подгоняются» под нужный вес с помощью грузов — металлических пластин. Разница в весе до и после скачки допускается не более 300 граммов, в противном случае лошадь и жокей дисквалифицируются.
Как правило, жокеи весят около 50 килограммов.